# بورني
بورني هي مدينة من مدن هايتي. يبلغ عدد سكانها 46,886 نسمة وذلك حسب إحصائيات سنة 2003. يبلغ ارتفاع المدينة عن سطح البحر قرابة ( 12 متر) بورني هي مدينة صغيرة تقع في هايتي، وتحديدًا في منطقة نانت تيت شمال غرب البلاد. تشتهر بجمالها الطبيعي، حيث تتمتع بشواطئ قريبة ومناظر خلابة. تعكس المدينة الثقافة الهايتية التقليدية من خلال الموسيقى والفنون المحلية، وتحتضن العديد من الاحتفالات والمهرجانات التي تعكس التراث الثقافي. يعتمد اقتصاد بورني على الزراعة وصيد الأسماك، مما يعكس حياة السكان اليومية. تعتبر المدينة مكانًا هادئًا يجمع بين الجمال الطبيعي والثقافة الغنية.